# Världscupen i alpin skidåkning 2003/2004
Världscupen i alpin skidåkning 2003/2004 inleddes 25 oktober 2003 i Sölden och avslutades 14 mars 2004 i Sestriere. Hermann Maier och Anja Pärson tog hem den totala världscupen.

## Tävlingskalender

### Herrar

#### Störtlopp
| Datum            | Ort                                | Etta                           | Tvåa                                                    | Trea                           |
| ---------------- | ---------------------------------- | ------------------------------ | ------------------------------------------------------- | ------------------------------ |
| 29 november 2003 | Lake Louise (Kanada)               | Michael Walchhofer (Österrike) | Erik Guay (Kanada)                                      | Antoine Dénériaz (Frankrike)   |
| 5 december 2003  | Beaver Creek (USA)                 | Daron Rahlves (USA)            | Stephan Eberharter (Österrike) Bjarne Solbakken (Norge) |                                |
| 6 december 2003  | Beaver Creek (USA)                 | Hermann Maier (Österrike)      | Hans Knauß (Österrike)                                  | Andreas Schifferer (Österrike) |
| 20 december 2003 | Val Gardena (Italien)              | Antoine Dénériaz (Frankrike)   | Michael Walchhofer (Österrike)                          | Hans Knauß (Österrike)         |
| 10 januari 2004  | Chamonix (Frankrike)               | Stephan Eberharter (Österrike) | Lasse Kjus (Norge)                                      | Michael Walchhofer (Österrike) |
| 22 januari 2004  | Kitzbühel (Österrike)              | Lasse Kjus (Norge)             | Stephan Eberharter (Österrike)                          | Daron Rahlves (USA)            |
| 24 januari 2004  | Kitzbühel (Österrike)              | Stephan Eberharter (Österrike) | Daron Rahlves (USA)                                     | Ambrosi Hoffmann (Schweiz)     |
| 30 januari 2004  | Garmisch-Partenkirchen (Tyskland)  | Didier Cuche (Schweiz)         | Daron Rahlves (USA)                                     | Stephan Eberharter (Österrike) |
| 31 januari 2004  | Garmisch-Partenkirchen (Tyskland)  | Stephan Eberharter (Österrike) | Fritz Strobl (Österrike)                                | Alessandro Fattori (Italien)   |
| 14 februari 2004 | Sankt Anton am Arlberg (Österrike) | Hermann Maier (Österrike)      | Stephan Eberharter (Österrike)                          | Hans Grugger (Österrike)       |
| 6 mars 2004      | Kvitfjell (Norge)                  | Stephan Eberharter (Österrike) | Fritz Strobl (Österrike)                                | Antoine Dénériaz (Frankrike)   |
| 10 mars 2004     | Sestriere (Italien)                | Daron Rahlves (USA)            | Fritz Strobl (Österrike)                                | Stephan Eberharter (Österrike) |

#### Super-G
| Datum            | Ort                               | Etta                      | Tvåa                               | Trea                           |
| ---------------- | --------------------------------- | ------------------------- | ---------------------------------- | ------------------------------ |
| 30 november 2003 | Lake Louise (Kanada)              | Hermann Maier (Österrike) | Michael Walchhofer (Österrike)     | Stephan Eberharter (Österrike) |
| 7 december 2003  | Beaver Creek (USA)                | Bjarne Solbakken (Norge)  | Hermann Maier (Österrike)          | Hans Knauß (Österrike)         |
| 19 december 2003 | Val Gardena (Italien)             | Lasse Kjus (Norge)        | Stephan Eberharter (Österrike)     | Hermann Maier (Österrike)      |
| 23 januari 2004  | Kitzbühel (Österrike)             | Daron Rahlves (USA)       | Hermann Maier (Österrike)          | Michael Walchhofer (Österrike) |
| 1 februari 2004  | Garmisch-Partenkirchen (Tyskland) | Hermann Maier (Österrike) | Pierre-Emmanuel Dalcin (Frankrike) | Tobias Grünenfelder (Schweiz)  |
| 7 mars 2004      | Kvitfjell (Norge)                 | Daron Rahlves (USA)       | Bjarne Solbakken (Norge)           | Hermann Maier (Österrike)      |
| 11 mars 2004     | Sestriere (Italien)               | Hermann Maier (Österrike) | Stephan Eberharter (Österrike)     | Christoph Gruber (Österrike)   |

#### Storslalom
| Datum            | Ort                       | Etta                        | Tvåa                            | Trea                                                        |
| ---------------- | ------------------------- | --------------------------- | ------------------------------- | ----------------------------------------------------------- |
| 26 oktober 2003  | Sölden (Österrike)        | Bode Miller (USA)           | Frédéric Covili (Frankrike)     | Joël Chenal (Frankrike)                                     |
| 22 november 2003 | Park City (USA)           | Bode Miller (USA)           | Andreas Schifferer (Österrike)  | Hans Knauß (Österrike)                                      |
| 14 december 2003 | Alta Badia (Italien)      | Kalle Palander (Finland)    | Davide Simoncelli (Italien)     | Frédéric Covili (Frankrike)                                 |
| 21 december 2003 | Alta Badia (Italien)      | Davide Simoncelli (Italien) | Kalle Palander (Finland)        | Bode Miller (USA)                                           |
| 3 januari 2004   | Flachau (Österrike)       | Benjamin Raich (Österrike)  | Massimiliano Blardone (Italien) | Bjarne Solbakken (Norge)                                    |
| 7 februari 2004  | Adelboden (Schweiz)       | Kalle Palander (Finland)    | Massimiliano Blardone (Italien) | Christoph Gruber (Österrike) Heinz Schilchegger (Österrike) |
| 28 februari 2004 | Kranjska Gora (Slovenien) | Bode Miller (USA)           | Alberto Schieppati (Italien)    | Fredrik Nyberg (Sverige) Alexander Ploner (Italien)         |

#### Slalom
| Datum            | Ort                                | Etta                           | Tvåa                           | Trea                           |
| ---------------- | ---------------------------------- | ------------------------------ | ------------------------------ | ------------------------------ |
| 23 november 2003 | Park City (USA)                    | Kalle Palander (Finland)       | Rainer Schönfelder (Österrike) | Manfred Pranger (Österrike)    |
| 15 december 2003 | Madonna di Campiglio (Italien)     | Ivica Kostelić (Kroatien)      | Giorgio Rocca (Italien)        | Manfred Pranger (Österrike)    |
| 4 januari 2004   | Flachau (Österrike)                | Kalle Palander (Finland)       | Manfred Pranger (Österrike)    | Giorgio Rocca (Italien)        |
| 11 januari 2004  | Chamonix (Frankrike)               | Giorgio Rocca (Italien)        | Pierrick Bourgeat (Frankrike)  | Bode Miller (USA)              |
| 18 januari 2004  | Wengen (Schweiz)                   | Benjamin Raich (Österrike)     | Rainer Schönfelder (Österrike) | Ivica Kostelić (Kroatien)      |
| 25 januari 2004  | Kitzbühel (Österrike)              | Kalle Palander (Finland)       | Thomas Grandi (Kanada)         | Rainer Schönfelder (Österrike) |
| 27 januari 2004  | Schladming (Österrike)             | Benjamin Raich (Österrike)     | Manfred Mölgg (Italien)        | Kalle Palander (Finland)       |
| 8 februari 2004  | Adelboden (Schweiz)                | Rainer Schönfelder (Österrike) | Bode Miller (USA)              | Benjamin Raich (Österrike)     |
| 15 februari 2004 | Sankt Anton am Arlberg (Österrike) | Bode Miller (USA)              | Kalle Palander (Finland)       | Mario Matt (Österrike)         |
| 29 februari 2004 | Kranjska Gora (Slovenien)          | Truls Ove Karlsen (Norge)      | Tom Stiansen (Norge)           | Mario Matt (Österrike)         |
| 14 mars 2004     | Sestriere (Italien)                | Kalle Palander (Finland)       | Rainer Schönfelder (Österrike) | Manfred Pranger (Österrike)    |

#### Alpin kombination
| Datum              | Ort                   | Etta              | Tvåa                       | Trea               |
| ------------------ | --------------------- | ----------------- | -------------------------- | ------------------ |
| 10-11 januari 2004 | Chamonix (Frankrike)  | Bode Miller (USA) | Benjamin Raich (Österrike) | Lasse Kjus (Norge) |
| 24-25 januari 2004 | Kitzbühel (Österrike) | Bode Miller (USA) | Benjamin Raich (Österrike) | Lasse Kjus (Norge) |

### Damer

#### Störtlopp
| Datum            | Ort                         | Etta                         | Tvåa                             | Trea                           |
| ---------------- | --------------------------- | ---------------------------- | -------------------------------- | ------------------------------ |
| 5 december 2003  | Lake Louise (Kanada)        | Carole Montillet (Frankrike) | Hilde Gerg (Tyskland)            | Kirsten Lee Clark (USA)        |
| 6 december 2003  | Lake Louise (Kanada)        | Carole Montillet (Frankrike) | Michaela Dorfmeister (Österrike) | Renate Götschl (Österrike)     |
| 20 december 2003 | Sankt Moritz (Schweiz)      | Renate Götschl (Österrike)   | Hilde Gerg (Tyskland)            | Maria Riesch (Tyskland)        |
| 10 januari 2004  | Veysonnaz (Schweiz)         | Renate Götschl (Österrike)   | Michaela Dorfmeister (Österrike) | Hilde Gerg (Tyskland)          |
| 17 januari 2004  | Cortina d’Ampezzo (Italien) | Hilde Gerg (Tyskland)        | Renate Götschl (Österrike)       | Carole Montillet (Österrike)   |
| 18 januari 2004  | Cortina d’Ampezzo (Italien) | Carole Montillet (Österrike) | Renate Götschl (Österrike)       | Lindsey Kildow (USA)           |
| 30 januari 2004  | Haus im Ennstal (Österrike) | Maria Riesch (Tyskland)      | Isolde Kostner (Italien)         | Renate Götschl (Österrike)     |
| 31 januari 2004  | Haus im Ennstal (Österrike) | Isolde Kostner (Italien)     | Renate Götschl (Österrike)       | Fränzi Aufdenblatten (Schweiz) |
| 10 mars 2004     | Sestriere (Italien)         | Renate Götschl (Österrike)   | Sylviane Berthod (Schweiz)       | Isolde Kostner (Italien)       |

#### Super-G
| Datum            | Ort                         | Etta                                                 | Tvåa                             | Trea                             |
| ---------------- | --------------------------- | ---------------------------------------------------- | -------------------------------- | -------------------------------- |
| 7 december 2003  | Lake Louise (Kanada)        | Renate Götschl (Österrike)                           | Michaela Dorfmeister (Österrike) | Hilde Gerg (Tyskland)            |
| 4 januari 2004   | Megève (Frankrike)          | Alexandra Meissnitzer (Österrike)                    | Renate Götschl (Österrike)       | Michaela Dorfmeister (Österrike) |
| 11 januari 2004  | Veysonnaz (Schweiz)         | Hilde Gerg (Tyskland)                                | Michaela Dorfmeister (Österrike) | Silvia Berger (Österrike)        |
| 14 januari 2004  | Cortina d’Ampezzo (Italien) | Geneviève Simard (Kanada)                            | Maria Riesch (Tyskland)          | Hilde Gerg (Tyskland)            |
| 16 januari 2004  | Cortina d’Ampezzo (Italien) | Renate Götschl (Österrike)                           | Martina Ertl (Tyskland)          | Hilde Gerg (Tyskland)            |
| 1 februari 2004  | Haus im Ennstal (Österrike) | Carole Montillet (Frankrike) Maria Riesch (Tyskland) |                                  | Michaela Dorfmeister (Österrike) |
| 21 februari 2004 | Åre (Sverige)               | Renate Götschl (Österrike)                           | Carole Montillet (Frankrike)     | Brigitte Obermoser (Österrike)   |
| 11 mars 2004     | Sestriere (Italien)         | Nadia Styger (Schweiz)                               | Maria Riesch (Tyskland)          | Michaela Dorfmeister (Österrike) |

#### Storslalom
| Datum            | Ort                  | Etta                    | Tvåa                             | Trea                              |
| ---------------- | -------------------- | ----------------------- | -------------------------------- | --------------------------------- |
| 25 oktober 2003  | Sölden (Österrike)   | Martina Ertl (Tyskland) | Anja Pärson (Sverige)            | María José Rienda (Spanien)       |
| 28 november 2003 | Park City (USA)      | Anja Pärson (Sverige)   | Nicole Hosp (Österrike)          | Denise Karbon (Italien)           |
| 13 december 2003 | Alta Badia (Italien) | Denise Karbon (Italien) | Nicole Hosp (Österrike)          | Elisabeth Görgl (Österrike)       |
| 27 december 2003 | Lienz (Österrike)    | Nicole Hosp (Österrike) | Renate Götschl (Österrike)       | Kirsten Lee Clark (USA)           |
| 24 januari 2004  | Maribor (Slovenien)  | Anja Pärson (Sverige)   | Michaela Dorfmeister (Österrike) | María José Rienda (Spanien)       |
| 7 februari 2004  | Zwiesel (Tyskland)   | Anja Pärson (Sverige)   | Tina Maze (Slovenien)            | Renate Götschl (Österrike)        |
| 22 februari 2004 | Åre (Sverige)        | Anja Pärson (Sverige)   | María José Rienda (Spanien)      | Elisabeth Görgl (Österrike)       |
| 14 mars 2004     | Sestriere (Italien)  | Anja Pärson (Sverige)   | Denise Karbon (Italien)          | Alexandra Meissnitzer (Österrike) |

#### Slalom
| Datum            | Ort                            | Etta                       | Tvåa                        | Trea                                               |
| ---------------- | ------------------------------ | -------------------------- | --------------------------- | -------------------------------------------------- |
| 29 november 2003 | Park City (USA)                | Anja Pärson (Sverige)      | Sonja Nef (Schweiz)         | Marlies Schild (Österrike)                         |
| 16 december 2003 | Madonna di Campiglio (Italien) | Anja Pärson (Sverige)      | Laure Pequegnot (Frankrike) | Nicole Hosp (Österrike)                            |
| 17 december 2003 | Madonna di Campiglio (Italien) | Nicole Hosp (Österrike)    | Anja Pärson (Sverige)       | Marlies Schild (Österrike)                         |
| 28 december 2003 | Lienz (Österrike)              | Anja Pärson (Sverige)      | Nicole Hosp (Österrike)     | Monika Bergmann (Tyskland)                         |
| 5 januari 2004   | Megève (Frankrike)             | Anja Pärson (Sverige)      | Marlies Schild (Österrike)  | Monika Bergmann (Tyskland) Martina Ertl (Tyskland) |
| 25 januari 2004  | Maribor (Slovenien)            | Anja Pärson (Sverige)      | Marlies Schild (Österrike)  | Nicole Hosp (Österrike)                            |
| 8 februari 2004  | Zwiesel (Tyskland)             | Anja Pärson (Sverige)      | Monika Bergmann (Tyskland)  | Veronika Zuzulová (SVK)                            |
| 28 februari 2004 | Levi (Finland)                 | Tanja Poutiainen (Finland) | Elisabeth Görgl (Österrike) | Maria Riesch (Tyskland)                            |
| 29 februari 2004 | Levi (Finland)                 | Maria Riesch (Tyskland)    | Elisabeth Görgl (Österrike) | Martina Ertl (Tyskland)                            |
| 13 mars 2004     | Sestriere (Italien)            | Marlies Schild (Österrike) | Sarah Schleper (USA)        | Tanja Poutiainen (Finland)                         |

## Slutplacering damer
| Placering | Namn                  | Land      | Poäng |
| --------- | --------------------- | --------- | ----- |
| 1         | Anja Pärson           | Sverige   | 1561  |
| 2         | Renate Götschl        | Österrike | 1344  |
| 3         | Maria Riesch          | Tyskland  | 977   |
| 4         | Hilde Gerg            | Tyskland  | 962   |
| 5         | Carole Montillet      | Frankrike | 957   |
| 6         | Michaela Dorfmeister  | Österrike | 943   |
| 7         | Martina Ertl          | Tyskland  | 770   |
| 8         | Alexandra Meissnitzer | Österrike | 734   |
| 9         | Tanja Poutiainen      | Finland   | 669   |
| 10        | Elisabeth Görgl       | Österrike | 654   |

## Slutplacering herrar
| Placering | Namn               | Land      | Poäng |
| --------- | ------------------ | --------- | ----- |
| 1         | Hermann Maier      | Österrike | 1265  |
| 2         | Stephan Eberharter | Österrike | 1223  |
| 3         | Benjamin Raich     | Österrike | 1139  |
| 4         | Bode Miller        | USA       | 1134  |
| 5         | Daron Rahlves      | USA       | 1004  |
| 6         | Kalle Palander     | Finland   | 944   |
| 7         | Michael Walchhofer | Österrike | 828   |
| 8         | Lasse Kjus         | Norge     | 824   |
| 9         | Hans Knauss        | Österrike | 796   |
| 10        | Rainer Schönfelder | Österrike | 727   |